# Robin Holcomb
Robin Holcomb (...) è una cantante e compositrice statunitense.
Nata in una famiglia povera della Georgia si trasferì in California in cerca di fortuna. Studiò musica all'Università della California dove conobbe il suo futuro marito, il compositore e pianista Wayne Horvitz. La coppia si trasferì a New York dove entrò a far parte della "downtown scene" con un proprio gruppo: i White Noise. Più tardi i due fondarono la New York Composers Orchestra, il cui album d'esordio Todos Santos del 1988 (Sound Aspects) fu interamente composto dall'artista.
L'anno seguente esordì da solista con l'album Larks They Crazy accompagnata oltre che dal marito anche da Doug Wiselman e Marty Ehrlich (clarinet, sax), David Hofstra (contrabbasso e tuba), Bob Previte (batteria). Nell'album, prevalentemente frutto del lavoro di improvvisazione, vi è solo una traccia cantata: la title track.
L'artista si è poi dedicata alla messa in musica dell'opera La tempesta di Shakespeare ed al concerto di lieder Angels at the Four Corners a cui hanno partecipato Syd Straw, Peter Blegvad e Jearlyn Steele-Battle. Si trasferisce a Seattle.
Nel successivo album da solista, l'omonimo Robin Holcomb, fu accompagnata da Doug Wieselman al clarinetto e al sax, da Dave Hofstra al basso, da Danny Frankel alle percussioni e da Bill Frisell alle chitarre. Secondo il critico Piero Scaruffi questo album ha pochi rivali nella canzone d'autore femminile.
Due anni dopo esce Rockabye per la Elektra accompagnata con una formazione diversa e dallo stile meno sperimentale del precedente. Little Three del 1996 fu un lavoro quasi interamente strumentale.
Nel 2002 pubblicò The Big Time accompagnata da Bill Frisell ed il marito e che vide la partecipazione delle sorelle Kate e Anna McGarrigle

## Discografia

### Album
- 1989 - Larks They Crazy (Sound Aspects)
- 1990 - Robin Holcomb (Elektra Records)
- 1992 - Rockabye (Elektra Records)
- 1996 - Little Three (Nonesuch Records)
- 2002 - The Big Time (Nonesuch Records)
- 2005 - Solos con Wayne Horvitz
- 2006 - John Brown's Body J  (Tsadik)
- 2009 - The Point of It All (Jewl)

### Collaborazioni
- Joe Hill: 16 Actions for Orchestra, Voices and Soloist
- 2006 - Mr. Man in the Moon dei Varmint
- 2006 - Dead Horse in Rogue's Gallery